# William S. Darling
William S. Darling, nato Wilhelm Sándorházi (Sándorhaz, 14 settembre 1882 – Laguna Beach, 15 settembre 1964), è stato uno scenografo ungherese.

## Premi e riconoscimenti
Ha vinto tre volte il premio Oscar nella categoria migliore scenografia: nel 1934 per Cavalcata, nel 1944 per Bernadette (condiviso con James Basevi e Thomas Little) e nel 1947 per Anna e il re del Siam (condiviso con Lyle R. Wheeler, Thomas Little e Frank E. Hughes). Inoltre, è stato altre quattro volte candidato: nel 1937, nel 1938, nel 1940 e nel 1946.

## Filmografia
- Her Mad Bargain
- A Question of Honor, regia di Edwin Carewe (1922)
- Le disgrazie di Adamo  (Fig Leaves), regia di Howard Hawks (1926)
- Passione di principe (Paid to Love), regia di Howard Hawks (1927)
- Oasi dell'amore (Fazil), regia di Howard Hawks (1928)
- Capitan Barbablù (A Girl in Every Port), regia di Howard Hawks (1928)
- I quattro diavoli (4 Devils), regia di Friedrich Wilhelm Murnau (1928)
- Saluto militare (Salute), regia di David Butler, John Ford (1929)
- Sinfonia d'amore (A Song of Kentucky), regia di Lewis Seiler (1929)
- La perla di Hawaii (South Sea Rose), regia di Allan Dwan (1929)
- L'ultimo eroe (The Last of the Duanes), regia di Alfred L. Werker (1930)
- Il bel contrabbandiere (Women Everywhere), regia di Alexander Korda (1930)
- After Tomorrow, regia di Frank Borzage (1932)
- Cavalcata (Cavalcade), regia di Frank Lloyd (1933)
- L'uomo che sbancò Montecarlo (The Man Who Broke the Bank at Monte Carlo), regia di Stephen Roberts (1935)
- La reginetta dei monelli (Dimples), regia di William A. Seiter (1936)
- Il prigioniero dell'isola degli squali (The Prisoner of Shark Island), regia di John Ford (1936)